# Ceratostigma stapfianum
Ceratostigma stapfianum är en triftväxtart som beskrevs av Carl Curt Hosseus. Ceratostigma stapfianum ingår i släktet Ceratostigma och familjen triftväxter. Inga underarter finns listade i Catalogue of Life.